# مايكل أ. بانكس
مايكل أ. بانكس (بالإنجليزية: Michael A. Banks)‏ (21 مارس 1951، برنستون في الولايات المتحدة)؛ روائي أمريكي.